# Корта
Ко́рта (рос. Корта, марій. Корта) — селище у складі Медведевського району Марій Ел, Росія. Входить до складу Куярського сільського поселення.

## Населення
Населення — 375 осіб (2010; 354 у 2002).
Національний склад (станом на 2002 рік):
- марі — 71 %